# Convenzione sul peso massimo, 1967
La Convenzione sul peso massimo, 1967 è la convenzione n. 127 dell'Organizzazione internazionale del lavoro (ILO), adottata il 28 giugno 1967, a seguito della riunione del 7 giugno 1967 a Ginevra della Conferenza generale dell’Organizzazione internazionale del lavoro, nel corso della sua 51ª sessione.
Obiettivo di tale convenzione è di tutelare la salute e la sicurezza dei lavoratori durante lo svolgimento di attività di movimentazione manuale dei carichi, in particolare per quanto concerne il peso massimo dei carichi che possono essere trasportati da un solo lavoratore.

## Ratifiche
A giugno 2023, la convenzione era stata ratificata da 29 Stati.